# Rue Allenby

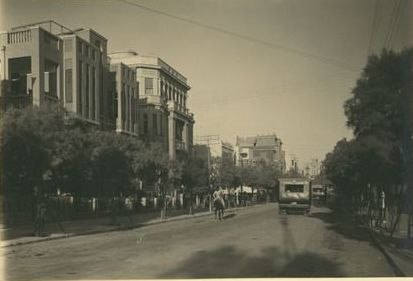
Rue Allenby, Années 1930

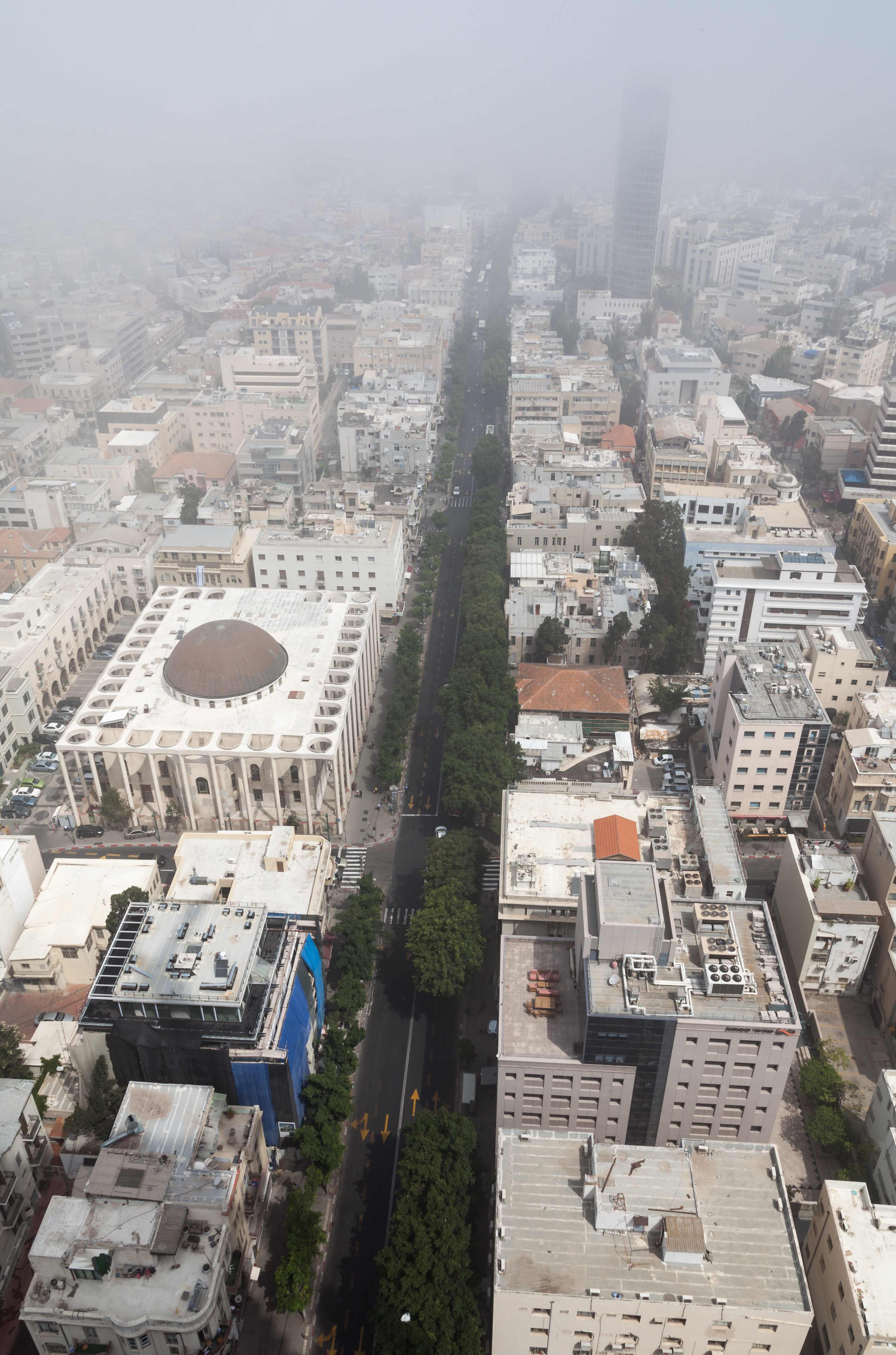
Photographie aérienne de la rue

La rue Allenby (en hébreu : רחוב אלנבי) est une voie publique du centre-ville de Tel Aviv, en Israël.

## Situation et accès
Elle démarre place Knesset, au nord-ouest de la ville, à proximité du bord de mer, et se termine place HaMoshavot, au sud-est. 

## Origine du nom
La rue est baptisée du nom de Edmund Allenby, général britannique qui mena la conquête des terres de Palestine et d'Israël, contrôlée par l'Empire ottoman, durant la Première Guerre mondiale.